# Ludovic Ier de Saluces
Ludovic Ier de Saluces (en italien Lodovico I di Saluzzo ou Lodovico I del Vasto), né à Saluces en 1406 et mort à Saluces le 8 avril 1475) est le marquis de Saluces de 1416 à 1475. 

## Biographie
Ludovic est l'unique fils  survivant du marquis Thomas III de Saluces et de son épouse Marguerite de Roucy, il n'est âgé que d'une dizaine d'années à la mort de son père en octobre 1416 et ce dernier désigne son fils illégitime Valeriano (mort en 1443) châtelain de Manta et de Verzuolo comme régent du marquisat. Dans son testament de d'avril 1419 Marguerite de Roucy confirme Valeriano comme régent jusqu'à ce que son fils soit en âge d'exercer le pouvoir.
Le 16 janvier 1419 le jeune Ludovic rend l'hommage pour le marquisat au duc Amédée VIII de Savoie qui vient d'annexer le Piémont. Ludovic devenu adulte exerce pacifiquement le pouvoir qu'il détiendra jusqu'en 1475. Son long règne de près de soixante ans sera l'apogée de l'influence du marquisat de Saluces.  
Le marquis Ludovic Ier entretient de très bonnes relations avec ses puissants voisins, en premier lieu la maison de Savoie pour le compte de laquelle il exerce la Lieutenance générale en Piémont et reçoit en 1434 le collier de chevalier de l'ordre suprême de la Très Sainte Annonciade. 
Il se rapproche également du marquisat du Montferrat, lorsqu'en 1436 il épouse Isabelle Paléologue, une fille de Jean Jacques marquis de Montferrat. De ce fait, après la mort de son beau-père il devient en 1446 Lieutenant général du Montferrat. Son sens politique, sa prudence et sa neutralité en font un arbitre idéal dans les divers conflits qui opposent Florence, Venise et Milan.
Lorsqu'en 1456, le royaume de France rétablit sa suzeraineté perdue depuis 1409 sur Gênes, il est pressenti par Charles VII de France, comme gouverneur de la ville mais il décline l'offre et le poste échoit à Jean II de Lorraine duc de Calabre. À la mort de Ludovic en 1475 s'achève la période la plus glorieuse de l'histoire économique et politique du marquisat de Saluces. Le pouvoir passe à son fils aîné Ludovic II de Saluces.

## Postérité
De son union avec Isabelle Paléologue, fille de Jean Jacques de Montferrat, il a entre autres :
- Ludovic II de Saluces (1438-1504) ;
- Frédéric de Saluces (mort en 1483), évêque de Carpentras ;
- Marguerite de Saluces (morte ap. 1478), épouse de Jean de Lescun, maréchal de France.

## Sources
- (it) Delfino Muletti, Carlo Muletti Memorie storico-diplomatiche appartenenti alla città ed ai marchesi di Saluzzo, volume V, livre 13 (1416-1475) Domenico Lobetti-Bodoni, Saluces, 1883.
- Anthony Stokvis, Manuel d'histoire, de généalogie et de chronologie de tous les États du globe, depuis les temps les plus reculés jusqu'à nos jours, préf. H. F. Wijnman, éditions Brill, Leyde 1890-1893, réédition 1966. Volume III, chapitre XII, § 11 « Saluces » et tableau généalogique no 16 p. 731-732